# لاستیک سیلیکون
لاستیک سیلیکون (به انگلیسی: Silicone Rubber) (اختصاری SR یا QR) یا پلی‌سیلوکسان (به انگلیسی: Polysiloxane) پلیمری قابل انعطاف (الاستومر) می‌باشد که مخلوط بسپارهای کانیـآلی هستند که از بسپارش حلقه-باز (به انگلیسی: Ring-Opening Polymerization) انواع سیلان‌ها و سیلوکسان‌ها بدست می‌آیند.
با اینکه قیمت گرانی دارند ولی مقاومت قابل توجه آنها در برابر گرما به استفاده منحصر از این لاستیک‌ها در مصارف دمای بالا منجر می‌شود. زنجیره اصلی لاستیک سیلیکون به صورت خطی با وزن مولکولی بالا می‌باشد که به طور یک در میان از سیلسیم (Si) و اکسیژن (O) تشکیل شده و فاقد کربن می‌باشد.
لاستیک سیلیکون نوعی الاستومر است، یعنی پلیمری انعطاف‌پذیر می‌باشد که اصلی‌ترین خصوصیت این لاستیک همان انعطاف‌پذیری خوب آن در یک محدوده دمایی بسیار وسیع می‌باشد.

## پلیمرهای سیلیکون
می‌توان با قرار دادن گروه‌های مختلف به‌جای R بر روی زنجیره سیلیکون، انواع مختلف لاستیک سیلیکونی را به دست آورد. مثلاً اگر هر دو R گروه متیل (CH₃) باشند، لاستیک بدست آمده را پلی دی متیل سیلوکسان (MQ) می‌گویند. اگر Rها گروه‌های متیل و فنیل (C₆H₅) باشند آن را پلی متیل فنیل سیلیکون (PMQ) و اگر Rها گروه‌های متیل و وینیل (-CH=CH₂) باشند آنرا پلی وینیل متیل سیلیکون (MVQ) می‌نامند و اگر Rها گروهی قطبی تر مثلاً تری فلوئورو پروپیل (-CH₂-CH₂-CF₃) باشند به لاستیک‌های فلوئورو سیلیکون (FVMQ or FMQ) مشهور هستند. گروه وینیلی باعث مقاومت در دماهای پایینتر، پخت بهتر با پراکسید، پخت با گوگرد و مانایی فشاری کمتر می‌شوند؛ گروه فنیلی سبب افزایش مقاومت به تشعشعات می‌شود و گروه فلوئور باعث مقاومت بهتر در برابر حلال‌ها و مقاومت در برابر شعله می‌شود.
تولیدکنندگان لاستیک‌های سیلیکونی، برای راحتی در مصرف و تغییر ویژگی‌ها، این سیلیکون‌ها را در انواع، رنگ‌ها، اشکال و خصوصیت‌های مختلفی تولید می‌کنند.
سیلیکون‌های لاستیکی به اشکال جامد، مایع، خمیری و ورق‌های لاستیکی یافت می‌شوند.

## خصوصیات عمومی لاستیک‌های سیلیکونی
- انعطاف‌پذیر
- عایق آب
- عایق رطوبت
- عایق هوا
- عایق صدا
- مقاوم در برابر حرارت
- مقاوم در برابر برودت
- مقاوم در برابر اسید
- مقاوم در برابر روغن (چربی)
- خاصیت نارسایی الکتریسیته

این ویژگی‌ها در تمامی انواع سیلیکون‌های لاستیکی صادق نیست و میزان آن مختلف بوده و توسط تولیدکننده هر سیلیکون ویژگی‌های آن شرح داده می‌شود.
برخی از لاستیک‌های سیلیکونی نیز برای مصارف بهداشتی (پزشکی، لوازم آشپزی، اسباب بازی کودکان) تولید شده‌اند.

## طبقه‌بندی لاستیک‌های سیلیکونی
- لاستیک سیلیکونی ولکانیده‌سازی با دمای بالا (گرما پخت) (به انگلیسی: High Temperature Vulcanizing silicone rubber) (اختصاری HTV)

- لاستیک سیلیکونی ولکانیده‌سازی با دمای اتاق (هوا پخت) (به انگلیسی: Room Temperature Vulcanizing silicone rubber) (اختصاری RTV)

- لاستیک سیلیکونی مایع (به انگلیسی: Liquid Silicone Rubber) (اختصاری LSR)
- لاستیک سیلیکون کلراید مایع (به انگلیسی: Liquid Silicone Chloride Rubber) (اختصاری LSCR)

- ورق سیلیکون (به انگلیسی: Silicone Sheet) (اختصاری SS)

## ترموست‌های سیلیکونی
در مقایسه با لاستیک‌های سیلیکونی، ترموست‌های سیلیکونی دارای درجه اتصالات عرضی (شبکه‌ای شدن) بیشتری می‌باشند.

## روش‌های پخت لاستیک سیلیکون
در این لاستیک‌ها اتصالات عرضی به کمک پراکسیدها یا با استفاده از وینیل فعال گروه‌های پایانی زنجیره تشکیل می‌شوند.
از نظر پخت (ولکانش) لاستیک‌های سیلیکونی دو گروه هستند:
- لاستیک‌هایی که در دمای بالا پخت می‌شوند

این نوع لاستیک‌ها به صورت جامد خمیری شکل بوده و برای ایجاد اتصالات عرضی، علاوه بر عامل پخت (اتصال دهنده)، حرارت و فشار ضروری است. عامل پخت نیز پراکسید می‌باشد و از این لاستیک‌ها برای ساخت قطعات قالبگیری استفاده می‌شود.
- لاستیک‌هایی که در دمای محیط ولکانیزه می‌شوند و دارای وزن مولکولی پایین‌تر نسبت به گروه اول می‌باشند.

این نوع لاستیک‌ها مایع بوده و برای ایجاد اتصالات عرضی فقط عامل پخت (اتصال دهنده) مانند مواد آلی ـ معدنی به لاستیک افزوده می‌گردد.
دسته‌های دیگری نیز وجود دارند مانند لاستیک‌های سیلیکونی مایع، قابل پخت در حرارت و دسته‌های دیگر

## روش‌های پخت لاستیک‌های نوع دوم
- پخت تراکمی دو جزئی ـ بدون رطوبت (دو جزئی یعنی عامل پخت و کاتالیزور درست قبل از مصرف لاستیک به آن اضافه شود)
- پخت تراکمی یک جزئی ـ تابع رطوبت (عامل پخت لاستیک در هنگام تولید لاستیک به آن اضافه می‌شود و در معرض هوا پخت می‌شود)
- پخت اضافی (ایجاد اتصالات عرضی مستقل از هوا و رطوبت است)

مزایا: حل ناپذیری در آب و الکل‌ها، بی اثری شیمیایی، عدم سمیت، مقاومت در برابر ازون
معایب: قیمت گران، حل پذیری در حلال‌های آلی
خواص: پایداری گرمایی عالی، خواص بالای دی الکتریک، اشتعال پذیری نسبتاً پایین، گرانروی کم در درصد بالای رزین، تغییر اندک گرانروی با تغییر دما، ویژگی‌های رهایش بسیار عالی (کاربرد در رول‌هایی که مواد داغ و چسبنده مانند پلی اتیلن مذاب را جابجا می‌کنند)، مقاومت عالی در برابر سایش

## کاربرد لاستیک
عایق کاری الکتریکی، درزگیرهای مقاوم حرارتی، واشرها، اُرینگ‌ها، کاربرد در صنایع خودروسازی، اتومبیل‌های مسابقه و هوا فضا (مانند دستگاه‌های یخ نزن، سپرهای و کاشی‌های مقاوم حرارتی و مصارف مشابه که مسئله دما مطرح است به عنوان مثال کل بدنه شاتل فضایی از کاشی‌های سیلیکون بود)، سیال هیدرولیک و سیال برای انتقال گرما، روان‌کننده و گریس، صنایع پزشکی شامل (در پستانک، سر شیشه و لوله آزمایش، ظروف و وسایل انتقال خون، دریچه‌های قلب، لوله‌های انحراف دهنده آبسه مغز، لوله‌های دفع ادرار و ساخت اعضای مصنوعی و پروتزهای جراحی و زیبایی

## کاربرد ترموست
روغن جلا و واکس و مواد صیقل کاری، لاک، رنگ، پوشش اجزا و قطعات الکتریکی، حرارت دهی مواد غذایی، رزین‌های لایه کاری و پوشش و لعاب مقاوم در دمای بالا

## لاستیک‌های سیلیکونی مایع ال‌اس‌آر
LSR نوعی از سیلیکون است که در حالت قبل از پخت مایع می‌باشند که به طور معمول حرارت پخت شده و به شکل لاستیکی در می‌آیند. به دلیل مایع بودن LSR به همراه خواص ذاتی سیلیکون‌ها، آن‌ها با روش LIM (قالبگیری تزریقی مایع) که فرایندهای اندازه‌گیری، اختلاط و فرم دهی کاملاً اتوماتیک است، شکل داده می‌شوند (بر خلاف HTV). علاوه بر آن ال‌اس‌آر در صنایع پوششی با روش‌های مختلف پوشش دهی مورد استفاده قرار می‌گیرد. همچنین کاربردهای زیادی در ساخت پستانک و اسباب بازی، لوازم غواصی (ماسک و …) پوشش تجهیزات پخت‌وپز، قطعات موتور، اتصالات آب بندی، صنایع الکتریکی و الکترونیکی نظیر غلطک‌ها، کیبوردها و برای پوشش پارچه، دستکش وایرینگ دارند. کاربرد ال‌اس‌آر درحال گسترش می‌باشد.

## لاستیک‌ سیلیکون کلراید مایع ال‌اس‌سی‌آر
لاستیک سیلیکون مایع به عنوان یکی از پلیمرهای کاملا شناخته شده در نظر گرفته می‌شود که شامل سیلیکون، کربن، هیدروژن و اکسیژن می شود و در واقع در دسته مواد الاستومری و یا مواد لاستیکی نیز قرار می گیرد. همانطور که پیش از این نیز یاد شد، ماده نام برده شده از مقاومت شیمیایی و پایداری زیادی در شرایط خاص برخوردار است و به همین دلیل در انواعی از صنعت ها بسیار ارزشمند به شمار می آید. الاستومر های سیلیکون محور به صورت گسترده ای در دهه ۴۰ توسط شیمیدانها در شرکت‌های Corning Glass و General Electric به کار برده می شدند زیرا از مقاومت گرمایی بالایی برخوردارند و به خوبی توانسته اند جایگزین الیاف شیشه ای شوند که توسط رزین ها اشباع شده‌اند و به عنوان مواد عایق در موتورهای الکتریکی و ژنراتور ها به کار برده می شوند.  اما از آنجا که رزین های پایه سیلیکون عمده مشکلات زیست محیطی دارند، نسل جدیدی از لاستیک سیلیکونی ساخته شذ که از ترکیب سیلیس و نمک بدست می آید. این ترکیب علاوه بر بی‌خطر بودن، بسیار مقرون به صرفه هم هست. زیرا بر خلاف تمام سیلیکون ها قابل بازیافت می باشد. این نوع از الاستومر تنها در حوزه ی مقاومت گرمایی و شیمیایی از سایر مواد موجود برتر نیستند بلکه از نظر تجاری نیز بسیار مورد توجه قرار گرفتند زیرا از دوام بالا و سادگی در تولید برخوردار بودند. سهولت در تولید و شکل‌دهی به این ماده از آنجایی ناشی می‌شود که در ساخت آن از لاستیک های سیلیکون کلراید مایع به عنوان الاستومرهای ترموست تک بخشی استفاده می شود. 
این گروه از الاستومر فاقد هرگونه مواد سمی می باشد که با دارا بودن خواص ویژه ای برای تولید انواع وسایل مقاوم در برابر کشش، ضربه، فشار، حرارت و مواد خورنده در محصولات صنعتی و پزشکی و غذایی و هنری و ... با استفاده از روش قالب گیری گرم و یا در صنعت با استفاده از روش روزن رانی به محصولاتی با سطوح متفاوت تبدیل خواهند شد. ال‌اس‌سی‌آر نوعی ماده ترموست می‌باشد که برای فراوری می بایست در دمای 240 الی 280 درجه به روش بن ماری ( حرارت غیر مستقیم ) در معرض گرما قرار بگیرد و همزمان هم زده شود تا یک ژل سیلیکونی تولید کند و فرآوری شود و سپس به شکل دلخواه قالب ریزی گردد. پس از این مرحله ال‌اس‌سی‌آر نمی‌تواند به وضعیت مایع اولیه خود بازگردد اما می توان آنرا بارها ذوب و مجددا استفاده نمود. ال‌اس‌سی‌آر تک جزئی بوده و نیاز به هاردنر ( سخت کننده) ندارد. 